# Cacoxenus frontalis
Cacoxenus frontalis är en tvåvingeart som först beskrevs av Collart 1935.  Cacoxenus frontalis ingår i släktet Cacoxenus och familjen daggflugor.
Artens utbredningsområde är Kongo-Kinshasa. Inga underarter finns listade i Catalogue of Life.